# Schweizer Parlamentswahlen 2027
Die Schweizer Parlamentswahlen 2027 finden voraussichtlich am 24. Oktober 2027 statt. Sie folgen auf die Wahlen im Herbst 2023. Dabei werden die 200 Mandate des Nationalrates sowie 45 der 46 Mitglieder des Ständerates der Schweiz neu gewählt.

## Wahlmodus

### Nationalrat

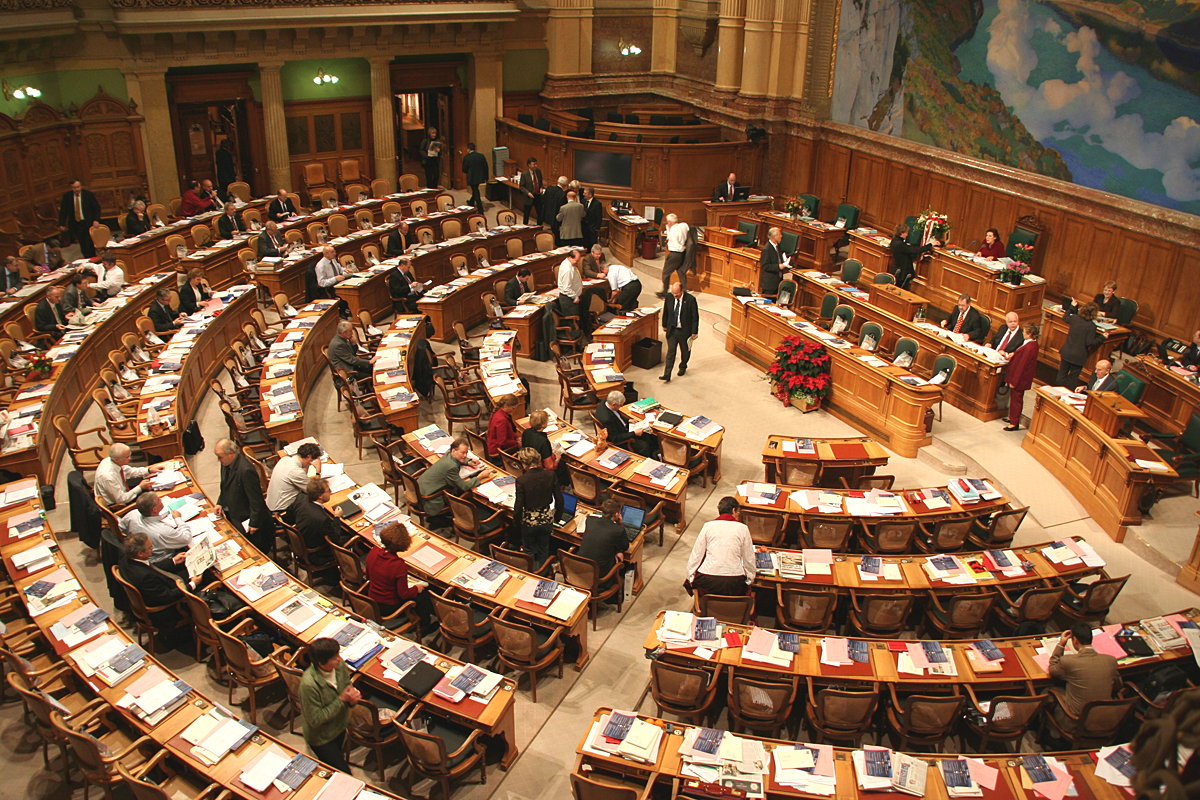
Nationalratssaal

Die Verteilung der Nationalratssitze auf die Kantone basiert auf dem Stand der ständigen Wohnbevölkerung (inklusive nicht Stimmberechtigter) im Jahr, das auf die letzten Gesamterneuerungswahlen folgte. Im Vergleich zu den Wahlen von 2023 verlieren wohl die Kantone Bern und Graubünden einen Sitz. Dies zugunsten der Kantone Freiburg und Luzern.
Jeder Stimmberechtigte hat bei der Wahl so viele Stimmen, wie sein Kanton Mandate stellt. Gewählt wird auf Listen, wobei das Panaschieren und das Kumulieren (höchstens zwei Stimmen für einen Kandidaten) möglich sind. In Kantonen mit nur einem Sitz im Nationalrat findet eine Mehrheitswahl statt.
Parteien, Wählergruppen und -vereine sowie Einzelpersonen können Wahllisten bei den Kantonen eingeben. In grossen Kantonen kandidieren Parteien oft mit mehreren Listen. Solche differenzierten Listen werden in der Regel als Unterlisten miteinander verbunden. Auch können zwei oder mehrere Parteien eine Listenverbindung eingehen. In diesem Fall wird bei der (ersten) Sitzzahlzuteilung die Listenverbindung als eine einzige Liste betrachtet. Dagegen hat der Bundesrat in einem Kreisschreiben vom 19. Oktober 2022 präzisiert, dass Unterlistenverbindungen (d. h. Listenverbindungen innerhalb von Listenverbindungen) zwischen verschiedenen Parteien (welche bei früheren Wahlen oft toleriert wurden) nicht gestattet sind.
Die Sitzzahlzuteilung erfolgt nach dem Hagenbach-Bischoff-Verfahren, einer Berechnungsvariante des D’Hondt-Verfahrens.

### Ständerat

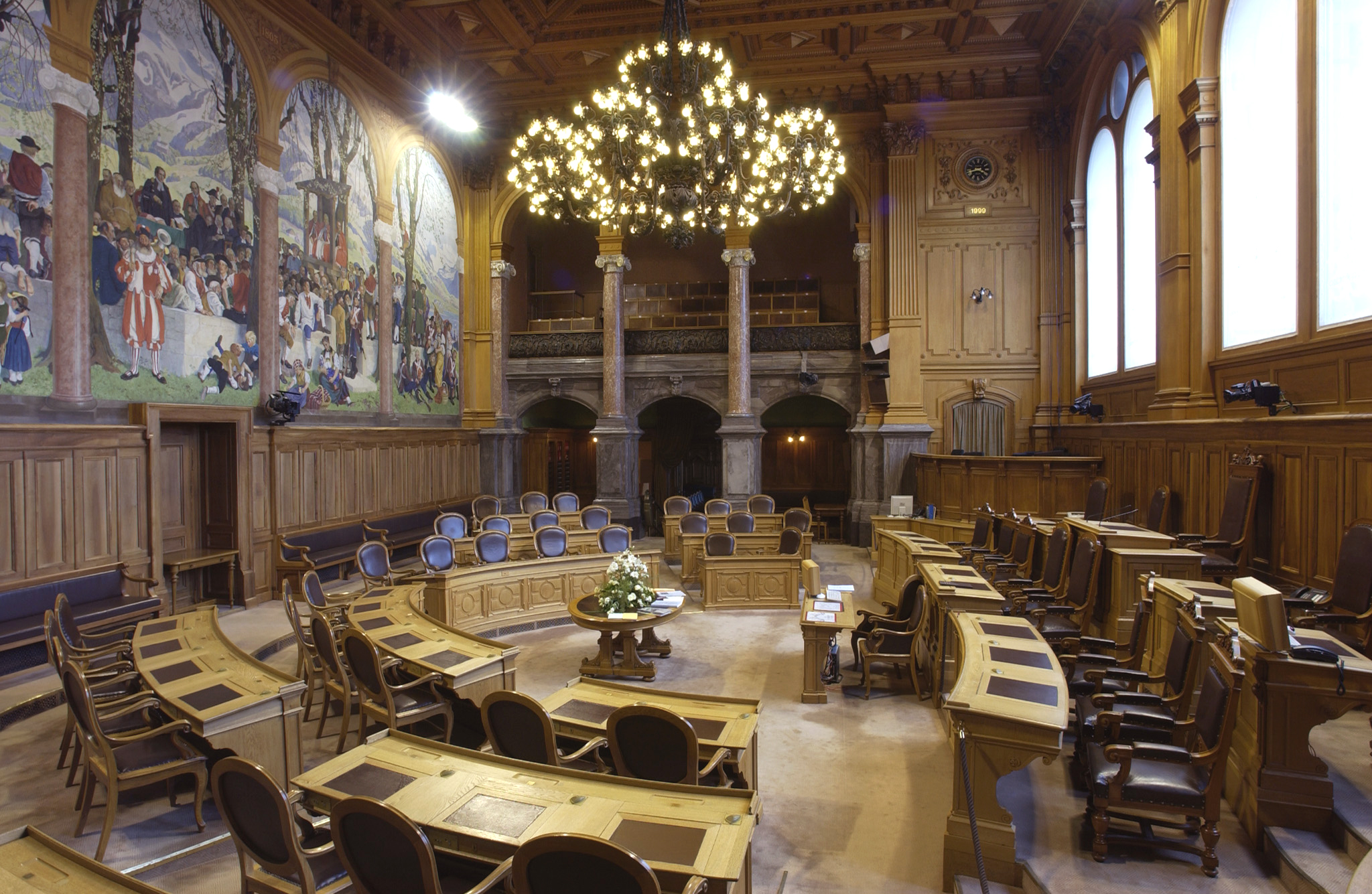
Ständeratssaal

Der Ständerat – die kleine Kammer des Parlaments – hat 46 Abgeordnete. Die Bundesverfassung bestimmt, dass jeder Kanton zwei Mandate in der kleinen Kammer des Parlaments stellt. Eine Ausnahme bilden jene Kantone, die vormals als «Halbkantone» aufgeführt wurden: Basel-Stadt, Basel-Landschaft, Obwalden, Nidwalden, Appenzell Ausserrhoden und Appenzell Innerrhoden entsenden nur einen Abgeordneten. Dadurch ist die Zahl von 46 Abgeordneten festgelegt.
Die Wahl und die Amtsdauer der Ständeräte liegen in der Zuständigkeit der Kantone. Jeder Kanton ist also frei darin, den Zeitpunkt der Wahl und das Wahlverfahren für seine Ständeratsmitglieder selbst festzulegen. Somit gibt es de jure im Gegensatz zum Nationalrat keine Gesamterneuerungswahl, demzufolge auch keine konstituierende Sitzung und auch keine Alterspräsidenten.
In der Zeit seit der Gründung der Eidgenossenschaft haben sich die Wahlverfahren zwischen den Kantonen soweit harmonisiert, dass bis auf den Kanton Appenzell Innerrhoden alle Ständeratssitze am selben Tag neu besetzt werden wie der Nationalrat. Als Wahlverfahren haben die meisten Kantone das Majorzwahlrecht festgelegt, wobei die Kandidierenden im ersten Wahlgang das (kantonal unterschiedlich berechnete) absolute Mehr erreichen müssen, in einem allfälligen zweiten Wahlgang gilt dann das einfache Mehr. Die Kantone Jura und Neuenburg wählen nach dem Proporz. Im Kanton Glarus verfügen 16- und 17-Jährige über das aktive Wahlrecht auf kantonaler Ebene, sie können daher bei der Wahl des Ständerates mitbestimmen.
Sitzverteilung Ständerat
Für alle Kantone mit Majorzverfahren gilt zudem, dass beim Ausscheiden eines Ständeratsmitglieds eine Neuwahl angesetzt werden muss. Das so bestimmte neue Mitglied im Ständerat ist aber nur für die Dauer bis zur nächsten regulären Ständeratswahl gewählt.

## Umfragen
| Institut | Datum      | SVP  | SP   | FDP  | Grüne | Die Mitte | Die Mitte | GLP | EVP | Sonstige |
| -------- | ---------- | ---- | ---- | ---- | ----- | --------- | --------- | --- | --- | -------- |
| Sotomo   | 4.11. 2024 | 29,9 | 17,8 | 14,3 | 9,5   | 14,1      | 14,1      | 6,6 | 2,0 | 6,0      |

Bemerkungen: Angaben in Prozent. Das Datum bezeichnet den mittleren Zeitpunkt der Umfrage, nicht den Zeitpunkt der Publikation der Umfrage.